# Jūgonen me
Jūgonen me (１５年目) est l'un des tout premiers mangas de Ai Yazawa. Il s'agit d'un recueil de nouvelles publiées dans le Ribon Mascot et compilées en un seul volume par Shūeisha en 1986. À ce jour (février 2007), Il n'est pas paru en francophonie.

## Contenu
- Jūgonen me (１５年目) : yeux (de quelqu'un) de 15 ans
- Ano natsu (あの 夏) : cet été-là
- Garasu no hōseki (ガラス の 宝石) : gemme de verre
- Yuki no hi kara hajimaru (雪 の ひ から はじまる) : ce qui a commencé ce jour neigeux.